# كريستا تسيش مايستر
كريستا تسيش مايستر (بالألمانية: Christa Zechmeister)‏ (ولدت سنة 1957  م) في بيرتشسغادن، و هي متزحلقة ألمانية شاركت في الألعاب الأولمبية الشتوية 1976.

## روابط خارجية
- كريستا تسيش مايستر على موقع الاتحاد الدولي للتزلج (التزلج على المنحدرات الثلجية) (الإنجليزية)
- كريستا تسيش مايستر على موقع أوليمبيديا (الإنجليزية)